# Cañada de Morote

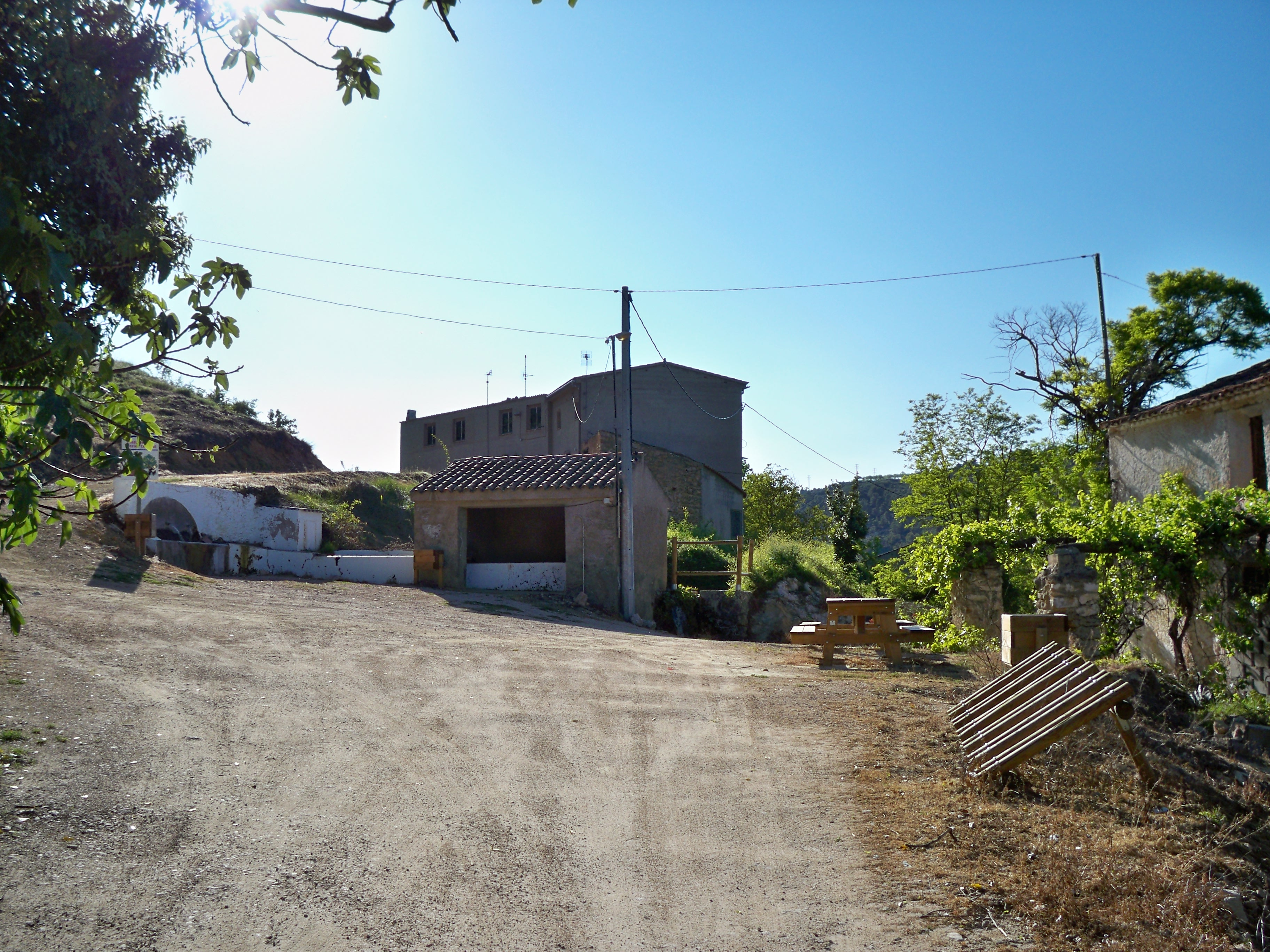
Plaza de Cañada de Morote con lavadero y fuente.

Cañada de Morote es una localidad del municipio de Molinicos (Albacete), España, situada en las inmediaciones del parque natural de los Calares del Río Mundo y de la Sima, dentro de la comarca de la Sierra del Segura, y de la comunidad autónoma de Castilla-La Mancha. Se sitúa a 1050 metros sobre el nivel del mar, y a 5 km de la cabecera del municipio a través de la carretera provincial AB-9 ( CM-412  – Molinicos - Los Collados). También se puede acceder por la carretera provincial AB-10 ( CM-412  – El Pardal - AB-9). 
La localidad, situada en una ladera del cerro de San Cristóbal (1292 m s. n. m.), se encuentra rodeada por un espeso pinar, en el que durante el otoño se pueden encontrar una gran variedad de hongos y setas, muy apreciadas por los vecinos del municipio.
La distribución de sus casas, jalonadas sobre un promontorio rocoso, tienden a vencer las curvas de desnivel que se producen de sur a norte, e incluso algunas de ellas parecen no temer al fuerte cortado del terreno en la parte más baja. Las calles que forman la población son estrechas, empinadas y sinuosas, que conforman manzanas irregulares y de tamaños distintos, siendo la parte con más edificaciones la que se encuentra a una menor altura.
Las vistas que se contemplan desde el casco urbano son impresionantes, divisándose incluso la vecina localidad de El Pardal, también incluida en el término municipal de Molinicos.
En la vega del arroyo Morote (que da nombre a la localidad) surcado de chopos y nogales, existen una multitud de huertas que se sobreponen unas sobre otras.
En la zona norte de la población se encuentra una amplia plaza en donde encontramos un lavadero y una fuente de la que emana gran cantidad de agua.
Según el censo del año 2016, la localidad cuenta solo con 2 habitantes varones.

## Historia
Los orígenes de la localidad se remontan a plena Edad Media, tal y como indica su nombre compuesto. Cañada hace rememorar su origen pastoril y, Morote, que hace referencia al nombre de otra de las dehesas del antiguo alfoz de Alcaraz, la de Morote que englobaba a toda esta parte suroeste del actual municipio de Molinicos. Desde el año 1793 la población estaba circunscrita a la Parroquia de Molinicos, por lo que cuando ésta obtiene su emancipación en 1846, será una de las primeras en formar parte del nuevo término municipal.
1929 fue un año de grandes inversiones para el municipio de Molinicos, pues en varias localidades del mismo se construyeron escuelas mixtas para dar cobertura al creciente número de niños y niñas, una de las cuales se construyó en la Cañada de Morote. Más tarde, en 1930 se mejoró el acceso a la localidad, creando un camino que la comunicase con el ya existente entre El Pardal y Torre - Pedro.

## Galería de imágenes

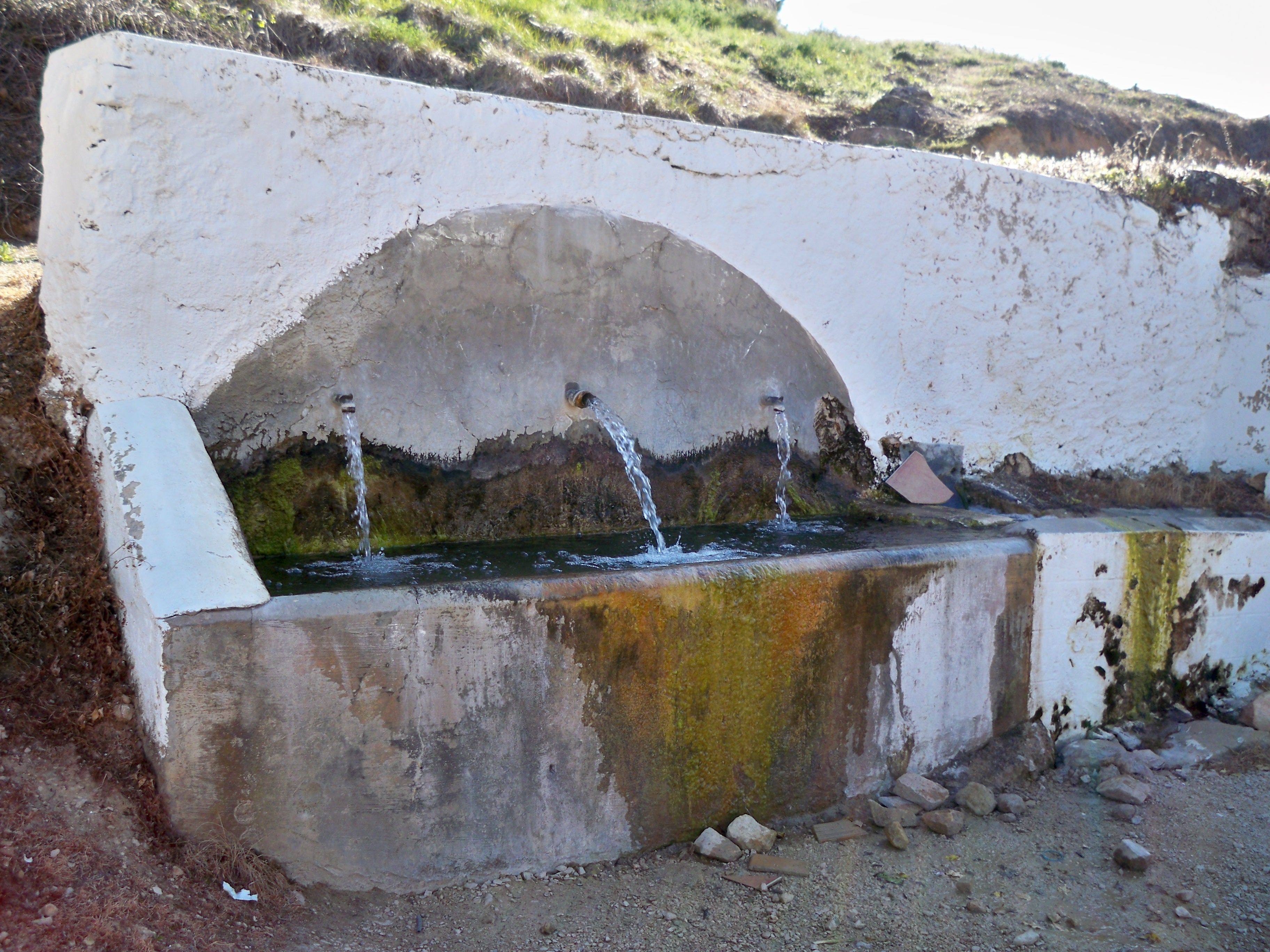
Fuente de tres caños.
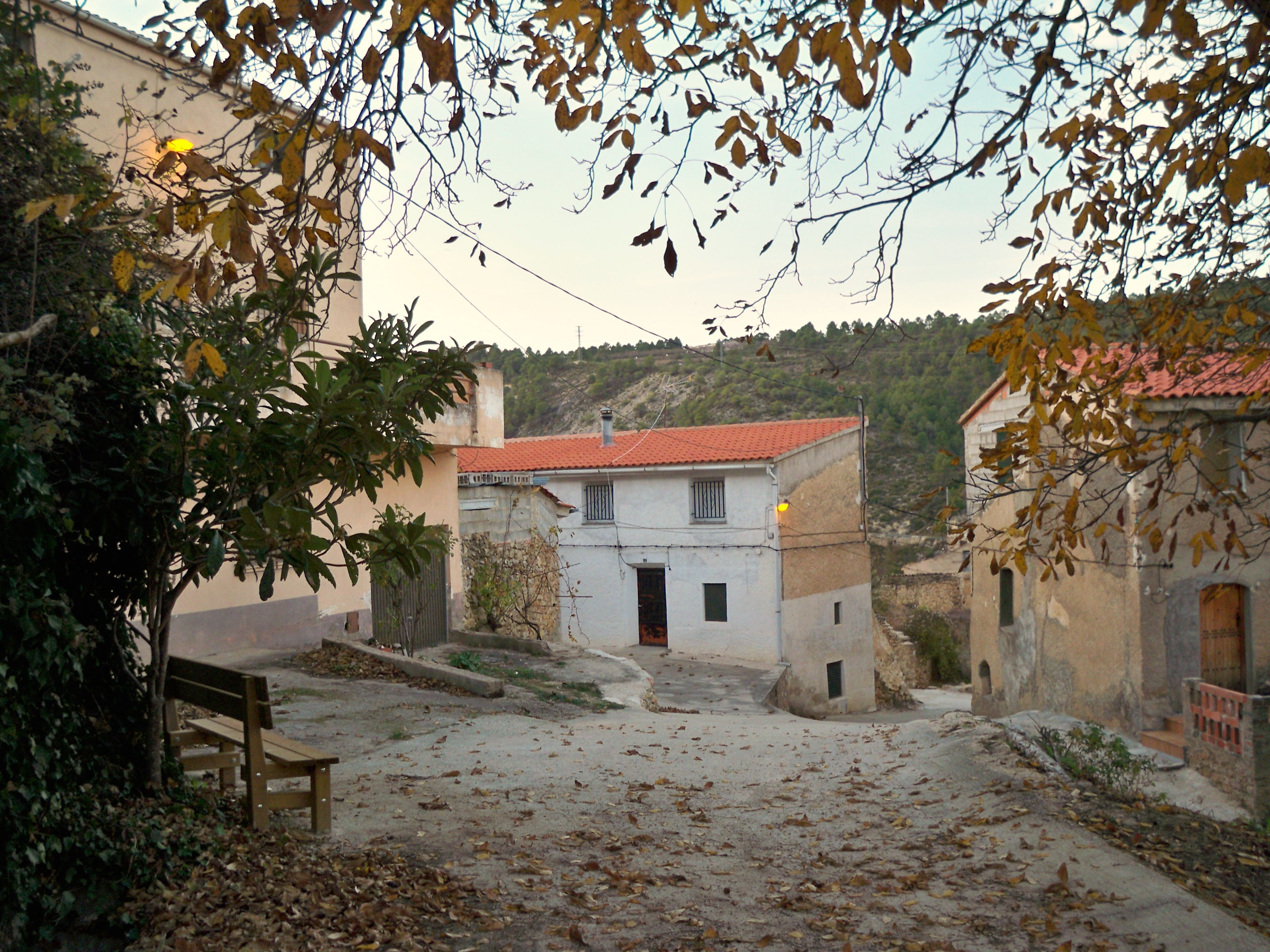
Calle de Cañada de Morote.
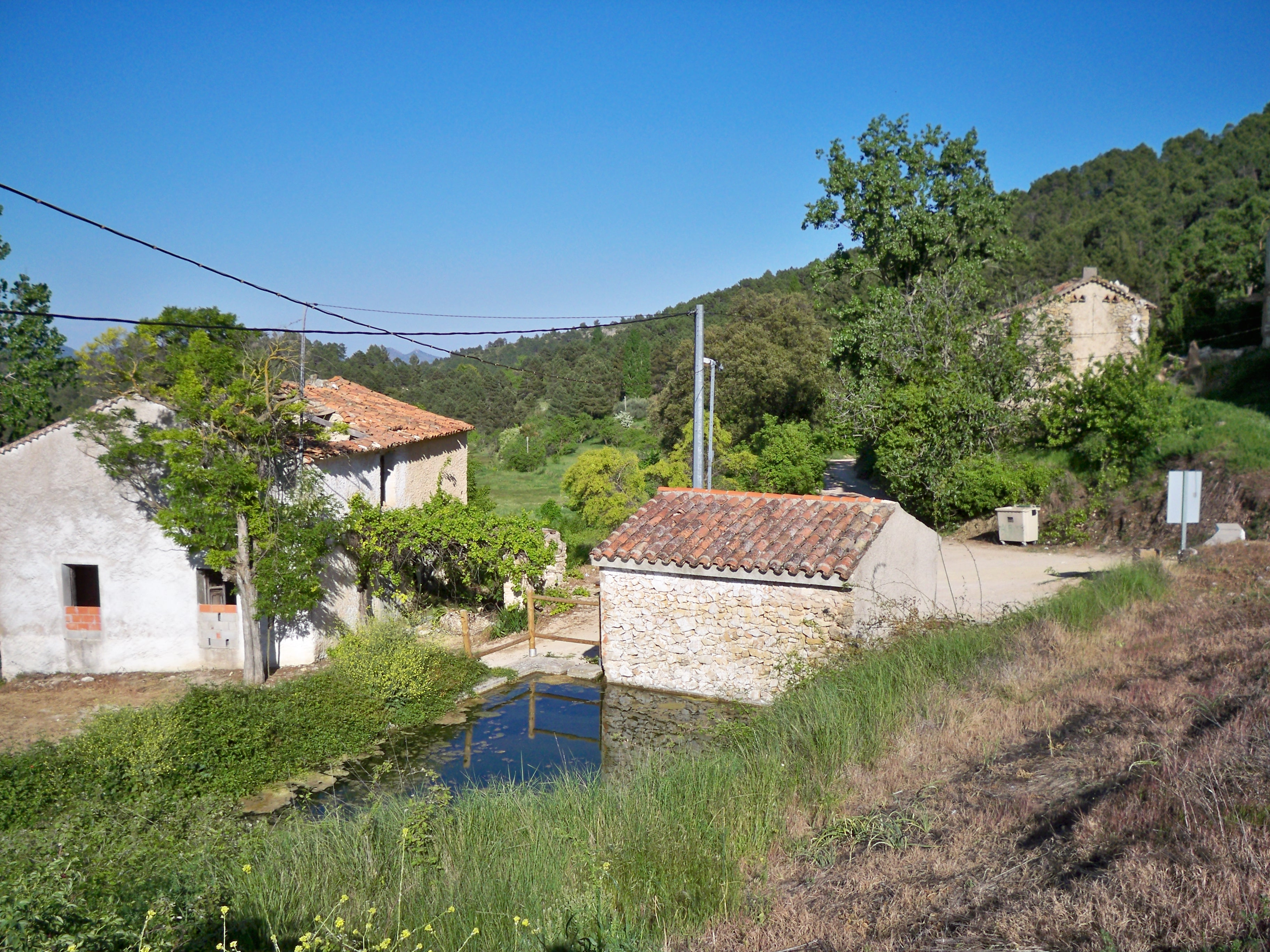
Barrio alto de Cañada de Morote.